# Kompozycja (literatura)
Kompozycja – układ elementów świata przedstawionego: bohatera, czasu, przestrzeni, układu zdarzeń, nadawcy, odbiorcy. Jest to sposób, w jaki zostaje ułożony materiał, składający się na dzieło literackie. Kompozycja obejmuje: organizację świata przedstawionego, zawartość fabularną dzieła, układ wątków i motywów, konstrukcję postaci, miejsce narratora lub podmiotu lirycznego względem świata przedstawionego.
Rodzaje kompozycji:
- kompozycja otwarta
- kompozycja ramowa
- kompozycja szkatułkowa (szufladkowa)
- kompozycja zamknięta